# Obie Trice
Obie Trice III (n. 14 noiembrie 1977, Detroit, Michigan, SUA) este un rapper american. A semnat cu casa de discuri Shady Records a colegului rapper din Detroit, Eminem, în 2002, unde a lansat albumele Cheers (2003) și Second Round's on Me (2006). Trice și-a întemeiat propria casă de discuri, Black Market Entertainment, după ce a încheiat contractul cu Shady.

## Discografie
Albume de studio
- Cheers (2003)
- Second Round's on Me (2006)
- Bottoms Up (2012)
- The Hangover (2015)
- The Fifth (2019)

Mixtapes
- The Bar Is Open (cu DJ Green Lantern) (2003)
- Bar Shots (hosted by DJ Whoo Kid) (2006)
- The Most Under Rated (hosted by DJ Whoo Kid) (2007)
- Watch the Chrome (hosted by DJ Whoo Kid) (2012)

Compilații - albume
- Special Reserve (cu MoSS) (2009)

Albume în colaborare
- Eminem Presents: The Re-Up  (cu Shady Records) (2006)